# Joseph Paintsil
Joseph Paintsil (* 1. Februar 1998 in Accra) ist ein ghanaischer Fußballspieler, der aktuell bei LA Galaxy unter Vertrag steht.

## Karriere

### Verein
Paintsil spielte zunächst bei Tema Youth. Im Sommer 2017 kam er leihweise nach Ungarn zu Ferencváros Budapest. Sein Debüt in der Nemzeti Bajnokság gab er im September 2017, als er am achten Spieltag der Saison 2017/18 gegen Vasas Budapest in der Startelf stand. In jenem Spiel, das Ferencváros 5:2 gewann, erzielte er den Treffer zum zwischenzeitlichen 1:1.
Im Mai 2018 erzielte er gegen den Diósgyőri VTK erstmals zwei Tore in einem Spiel. Zu Saisonende hatte er 25 Ligaeinsätze zu Buche stehen, in denen er zehn Tore erzielen konnte.
Zur Saison 2018/19 wechselte er nach Belgien zum KRC Genk, bei dem er einen bis Juni 2022 laufenden Vertrag erhielt. Mitte September 2020 wurde er für die Saison 2020/21 an den türkischen Verein MKE Ankaragücü ausgeliehen. Paintsil bestritt für Ankaragücü 33 von 40 möglichen Ligaspielen, in denen er elf Tore schoss.
Nach Abschluss der Ausleihe gehört er in der Saison 2021/22 wieder zum Kader von Genk. In der Saison 2021/22 bestritt Paintsil 28 von 40 möglichen Ligaspielen für Genk mit drei Toren, zwei Pokalspiele mit ebenfalls drei Toren, fünf Spiele im Europapokal mit einem Tor und das verlorene Spiel um den Supercup. In der Saison 2022/23 kam er auf 36 von 40 möglichen Ligaspielen, in denen er 17 Tore schoss. Damit kam er auf Platz 5 der Torschützenliste. Außerdem bestritt er drei Pokalspiele für Genk mit einem Tor. In der Saison 2023/24 waren es 23 von 26 möglichen Pflichtspielen mit sechs geschossenen Toren. Er musste lediglich je einmal wegen einer Sperre nach einer gelb-roten Karte, einer weiteren nach fünf gelben Karten und seiner Teilnahme am Afrika-Cup 2024 aussetzen. Dazu kam ein Pokalspiel und neun Spiele im Europapokal mit drei Toren.
Im Februar 2024 wechselte er in die Major League Soccer zu LA Galaxy.

### Nationalmannschaft
Paintsil debütierte im Mai 2017 für die ghanaische Nationalmannschaft, als er im Testspiel gegen Benin in der Startelf stand und in der 23. Minute durch Zakaria Mumuni ersetzt wurde. Er gehörte zum Kader von Ghana beim infolge der COVID-19-Pandemie erst 2022 ausgetragenen Afrika-Cup 2021 und bestritt alle drei Gruppenspiele, nach denen Ghana als Letzter ausschied. Bei der Weltmeisterschaft 2022 gehörte er nicht zum ghanaischer Kader. Beim Afrika-Cup 2024 gehörte er wiederum zum Kader und wurde wieder in allen drei Gruppenspielen eingesetzt.

## Erfolge
- Belgischer Meister: 2018/19 (KRC Genk)
- Gewinner belgischer Supercup: 2019 (nicht im Kader)
- Meister der Major League Soccer: 2024

## Persönliches
Sein Bruder Seth (* 1996) ist ebenfalls Fußballspieler und steht seit Sommer 2023 in Malta unter Vertrag.